# Духнич, Василий Афанасиевич
Василий Афанасиевич Духнич (укр. Василь Афанасійович Духніч; 15 декабря 1917, Киев — 1997, Ивано-Франковск) — советский и украинский историк, кандидат исторических наук, специалист по истории Смутного времени. Доцент кафедры истории Станиславского пединститута (1955—1961), участник Великой Отечественной войны.

## Биография
Родился в Киеве, окончил рабочую школу. Учился на факультете истории Киевского университета. В 1941—1942 годах служил в Красной армии, демобилизован по болезни. В 1942-43 годах работал учителем истории и географии в школе в селе Кано (Гмелинский район, Волгоградская область). В 1949 году защитил кандидатскую диссертацию на тему «Крестьянское движение в московском государстве в 1606—1610 годах». В 1955 году возглавил исторический факультет Станиславского пединститута, покинул пост в 1961 году. В 1991 году отправлен на пенсию. Умер в 1997 году в Ивано-Франковске.